# Zentrum für zeitgenössische Kunst Málaga

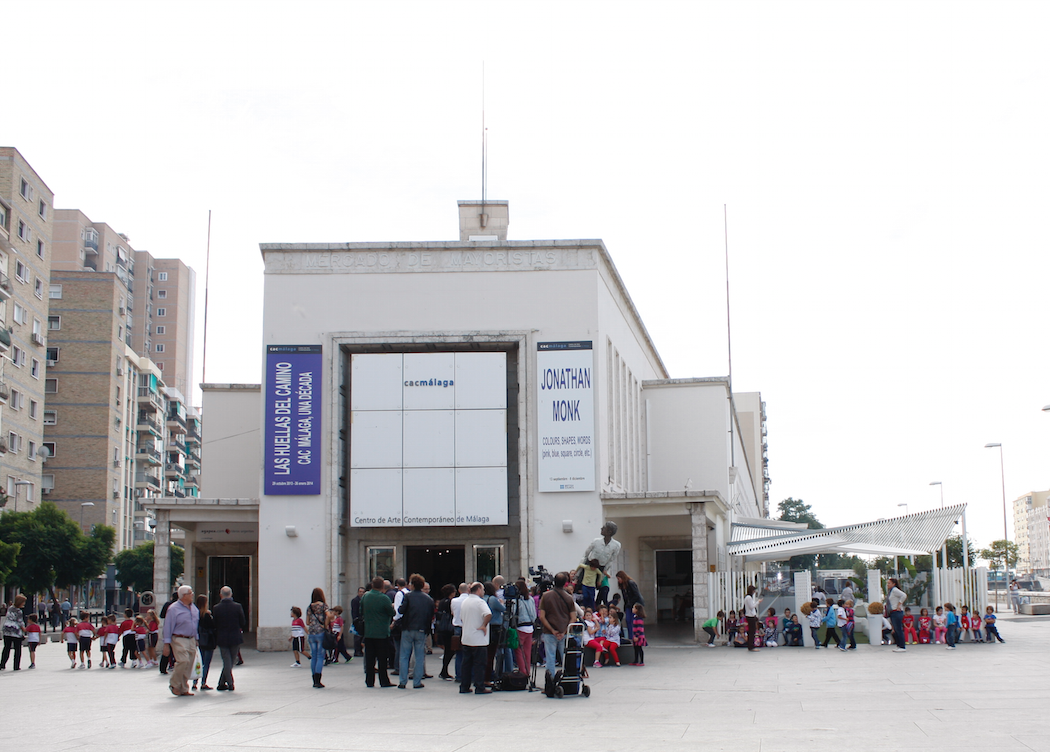
Zentrum für zeitgenössische Kunst Málaga

Zentrum für zeitgenössische Kunst Málaga – Centro de Arte Contemporáneo de Málaga (CAC) ist ein Museum für zeitgenössische Kunst in der spanischen Stadt Málaga.

## Geschichte
Die Ausstellungshalle befindet sich in einer ehemaligen Großmarkthalle, dem Mercado de Mayoristas de Málaga. Der Bau wurde 1937 in der Calle Alemania unweit des Río Guadalmedina, geplant, unmittelbar nach Ende des Spanischen Bürgerkriegs 1939 begonnen und 1942 eröffnet. Er ist nach Plänen von Luis Gutiérrez Soto, einem renommierten, spanischen Architekt des Modern Movement gebaut und folgt in seinen geraden, funktionalen Linien und dem kubischen Baukörper der dreieckigen Form des Grundstücks. Nach einem grundlegenden Umbau durch den Architekten Miguel Ángel Díaz und einer Sanierung wurde das Gebäude 2003 als Ausstellungshalle und Museum eingeweiht. Am 7. Februar 2003 fand die  offizielle Eröffnung durch Cristina von Spanien und ihren Mann Iñaki Urdangarin statt. Inhaltlich orientiert sich das CAC am Vorbild der deutschen Kunsthalle (im Gegensatz zum Kunstmuseum) mit Schwerpunkt auf Präsentationen zeitgenössischer Kunst. Es befindet sich im Stadtteil Soho, welcher sich auch deshalb zum Künstlerquartier entwickelte.
Anfang September 2024 schloss die Kunsthalle nach 20 Jahren und rund 440 Ausstellungen ihre Türen. 2026 soll das Gebäude nach Renovierungsarbeiten für mehr als 1 Mio. Euro als „MuCAC Málaga“ unter öffentlicher Leitung wieder eröffnet werden.

## Museum
Das Gebäude beherbergt seither das Centro de Arte Contemporáneo (CAC), eines der bekanntesten Museen für zeitgenössische Kunst in Andalusien und ist, neben dem Museo Picasso Málaga, Hauptanziehungspunkt für Kunstliebhaber in Málaga. Auf circa 6000 m² werden wechselnde Sonderausstellungen zeitgenössischer spanischer und internationaler Künstler gezeigt. Die ständige Sammlung umfasst 400 Werke von den 1950er Jahren bis zur Gegenwart. Bekannte Künstler der Sammlung sind unter anderem Art & Language, Louise Bourgeois, Olafur Eliasson, Thomas Hirschhorn, Damien Hirst, Thomas Ruff, Miquel Barceló und Santiago Sierra.
Seit 2017 fanden Einzelausstellungen unter anderem der Künstler Lawrence Weiner, Peter Doig, Rosemarie Trockel, Tracey Moffatt, Stephan Balkenhol und Sean Scully statt.